# Крихан (Бакау)
Крихан (рум. Crihan) насеље је у Румунији у округу Бакау у општини Магура. Oпштина се налази на надморској висини од 262 m.

## Становништво
Према подацима из 2002. године у насељу је живело 547 становника, од којих су сви румунске националности.